# The Hamiltons
The Hamiltons è un film horror statunitense del 2006 diretto da Mitchell Altieri e Phil Flores.

## Trama
Dopo la morte dei genitori, quattro fratelli David, Wendell, Darlene e Francis sono soliti cambiare spesso residenza. Il più giovane Francis passa gran parte della giornata a filmare con la sua telecamera gli eventi. Proprio dalle sue riprese si scopre che gli altri tre fratelli nello scantinato della casa rinchiudono delle persone per poi darle in pasto ad uno strano essere. Francis vorrebbe tornare alla normalità chiedendo aiuto, ma la sua rivolta trova degli ostacoli.

## Distribuzione
The Hamiltons faceva parte dell'After Dark Horrorfest del 2006.  È stato distribuito nei cinema il 17 novembre 2006.  È uscito in DVD il 27 marzo 2007.
Nell'ottobre 2011 dal film è stato tratto un dramma teatrale.

## Accoglienza
In una recensione positiva, Robert Koehler di Variety afferma che The Hamiltons "rifiuta di giocare secondo la maggior parte delle regole del genere".  Joshua Siebalt del DreadCentral ha valutato il film 3.5/5 stelle e lo ha definito "un film dannatamente solido." Brad Miska di Bloody Disgusting gli ha assegnato 3.5/5 stelle e lo ha definito "un film horror davvero unico, che conduce fino a un momento finale che è sicuro di lasciare in stato di shock." In una recensione mista, Bill Gibron di DVD Verdict ha descritto il film come amatoriale, ma il miglior film dell'After Dark Horrorfest dell'anno.  Scott Weinberg di DVD Talk ha dato al film 2.5/5 stelle e lo ha definito "un lavoro piuttosto amatoriale."  Don R. Lewis di Film Threat ha valutato il film 4.5/5 stelle ed ha affermato che The Hamiltons è "uno dei migliori film horror indie."  Scott Collura di IGN ha valutato il film 5/10 e ha criticato valori di produzione del film e la mancanza di sangue, anche se ha definito "un solido piccolo film horror."

## Premi
Il film ha vinto il premio della giuria al Santa Barbara International Film Festival e al Malibu International Film Festival.

## Sequel
Un sequel, The Thompsons, è stato realizzato nel 2012.